# Maurice Glasman
Maurice Glasman, baron Glasman, né le 8 mars 1961 à Walthamstow, est un théoricien politique britannique, universitaire, commentateur social et pair travailliste à la Chambre des lords. Il est maître de conférences en théorie politique à l'Université métropolitaine de Londres et directeur de son programme Foi et citoyenneté. Il est surtout connu comme l'un des fondateurs de Blue Labor, un terme qu'il a inventé en 2009.

## Jeunesse et éducation
Glasman est né à Walthamstow, au nord-est de Londres dans une famille juive et grandit à Palmers Green. Son père Coleman "Collie" Glasman, un sioniste travailliste, a une petite entreprise de fabrication de jouets qui fait faillite tandis que sa mère Rivie Glasman, la fille d'une famille pauvre de Stamford Hill, est une militante travailliste de longue date. Glasman fait ses études à l'école juive de Clapton (maintenant l'école primaire juive Simon Marks) et à l'école gratuite des Juifs puis étudie l'histoire moderne au St Catharine's College de Cambridge.
Trompettiste, il devient musicien de jazz pendant quatre ans puis obtient une maîtrise en philosophie politique à l'Université d'York et un doctorat à l'Institut universitaire européen de Florence avec une thèse sur l'économie sociale de marché publiée dans 1996 sous le titre Souffrances inutiles. Glasman cite des penseurs politiques d'Aristote à l'économiste et sociologue hongrois Karl Polanyi comme des influences majeures sur sa politique.

## Carrière
Glasman est professeur au centre européen de l'université Johns-Hopkins à Bologne. Après la mort de son père en 1995, il retourne au Royaume-Uni. Il est maître de conférences en théorie politique à l'université métropolitaine de Londres et directeur de son programme Foi et citoyenneté. Selon son site Internet, « ses intérêts de recherche portent sur la relation entre citoyenneté et foi et les limites du marché ».
Le 19 novembre 2010, il est nommé pair à vie. Avant son élévation, il travaille pendant dix ans avec les London Citizens et développe une expertise en organisation communautaire.
Le 4 février 2011, il est créé baron Glasman de Stoke Newington et de Stamford Hill dans le Borough londonien de Hackney et est présenté à la Chambre des lords le 8 mars 2011, où il siège sur les bancs travaillistes. Son élévation aux Lords est considérée comme une surprise, Glasman admettant qu'il était "complètement surpris" par la nomination.

## Opinions politiques
Ayant rejoint le Parti travailliste en 1976, Glasman se réengage dans la politique travailliste après la mort de sa mère en 2008. Glasman invente le terme Blue Labour, qu'il défini comme une forme conservatrice de socialisme en "petit c" qui prône un retour à ce que Glasman croyait être les racines du parti travailliste d'avant 1945 en encourageant l'implication politique de groupes bénévoles des syndicats dans les clubs de football en passant par les églises. Blue Labour fait valoir que le Labour devrait adopter le patriotisme et un retour aux valeurs communautaires basées sur les syndicats et les groupes bénévoles, ce qui, selon lui, est évident au début de la politique travailliste, mais cela a été perdu après 1945 avec la montée de l'État-providence.
Dans une évaluation critique de la philosophie politique de Glasman, Alan Finlayson affirme que Glasman met l'accent sur l'institution sociale éthique plutôt que sur l'individualisme moral, critique la marchandisation et l'économie monétaire et cherche à faire revivre le concept de « bien commun » au premier plan de la politique britannique. Le rôle de Glasman dans la création et la promotion de Blue Labor est décrit dans le livre Tangled Up in Blue (2011) de Rowenna Davis. Glasman lui-même dit qu'en développant le concept de Blue Labour, il s'est inspiré du Bund, le parti socialiste juif laïc de Lituanie, de Pologne et de Russie fondé en 1897 ; et les écrits du rabbin allemand du XIXe siècle Samson Raphael Hirsch. Il souligne également les liens entre le salaire vital et la revendication des syndicats juifs de l'East End d'un salaire familial.
En juillet 2011, Glasman appelle à l'arrêt temporaire de certaines immigrations et à l'abrogation du droit de libre circulation des travailleurs, une disposition clé du traité de Rome divisant l'opinion parmi les commentateurs travaillistes.
Soulignant qu'Israël ne doit pas être "diabolisé", Glasman dit qu'il n'aime pas Israël, où à son avis "des choses terribles [se] passent", ajoutant que "le mouvement des colons juifs est aussi mauvais que les suprémacistes djihadistes islamiques". Cependant, il accepte le poste de professeur invité qui lui est offert par l'Université de Haïfa, déclarant à The Jewish Chronicle : « Si les gens que je connais disent qu'ils veulent boycotter Israël, je dis qu'ils devraient commencer par me boycotter ». Lors de la conférence de Limmud en 2016, il suggère que l'antisémitisme du Parti travailliste revenait aux marxistes juifs, qui voulaient « libérer les Juifs » de leur judaïsme.
Lors d'un débat à la Chambre des Lords sur le projet de loi sur l'Union européenne (notification de retrait) le 20 février 2017, Lord Glasman indique qu'il a fait campagne pour que la Grande-Bretagne quitte l'Union européenne lors du référendum de 2016.

## Vie privée
Glasman est un partisan de la tradition juive, se rend régulièrement dans une synagogue le Shabbat et est un membre fondateur de Stoke Newington New Shul, une congrégation affiliée au mouvement Massorti. Sa femme Catherine, qui n'est pas juive, est également devenue « engagée avec le judaïsme ».

## Publications
- The Labour Tradition and the Politics of Paradox: The Oxford London Seminars 2010-11, The Oxford-London Seminars. Soundings Journal, 2011 (lire en ligne)
- Maurice Glasman, « Ed Miliband must trust his instincts and stand up for real change », New Statesman, 5 janvier 2012
- Maurice Glasman, « Blue Labour and Labour History » [archive du 14 mai 2013], Anglia Ruskin University, Labour History Research Unit, 1er novembre 2012 (consulté le 6 août 2013)
- Maurice Glasman, « Catholic Social Teaching as Political Economy », Centre for Catholic Studies and University College Durham University, 3 mai 2013
- Maurice Glasman, « Labour as a radical tradition », Soundings, Number 46, hiver 2010, p. 31–41
- Maurice Glasman, « The Secret of Obama's success », 8 novembre 2008
- Maurice Glasman, « Losing Your Rag », 4 février 2006
- Maurice Glasman, Unnecessary Suffering: Managing Market Utopia, Verso, 1996 (ISBN 9781859849767, lire en ligne)
- Maurice Glasman, « The Great Deformation: Polanyi, Poland, and the Terrors of Planned Spontaneity », New Left Review, no 205,‎ may–june 1994 (lire en ligne)